# Bernard Villette
Bernard Villette, né le 8 décembre 1933 à Angoulême et mort le 28 novembre 2013 à Annesse-et-Beaulieu (Dordogne), est un homme politique français, membre du PS.

## Biographie
Il est professeur à Cognac et militant très actif du Parti socialiste.
Bernard Villette est élu député le 21 juin 1981, dans la circonscription de Cognac (Charente) et le reste jusqu'à la fin de la législature le 1er avril 1986.
Il est également conseiller général du canton de Cognac-Nord de 1979 à 1985.